# Rue de Fleurus (Nantes)
Pour les articles homonymes, voir Rue de Fleurus.
La rue de Fleurus est une voie de Nantes, en France. Située dans le centre-ville de Nantes, la  rue de Fleurus relie l'avenue Carnot au pont de Tbilissi, tandis qu'une voie annexe permet de rejoindre également le quai Magellan. Elle est bitumée, ouverte à la circulation automobile, et ne rencontre aucune autre voie.
Son nom est attribué en souvenir de la bataille de Fleurus qui, le 26 juin 1794, voit la victoire de l'armée française face aux coalisés (Royaume-Uni, Autriche, Hanovre).

## Historique
Cette voie est ouverte en 1900, marquant la limite sud-est du Champ de Mars.